# Rafael Fernández del Toro
Rafael Fernández del Toro, escultor y tallista español del siglo XX, cuya obra se centra principalmente en Andalucía. Trabajó en el taller del sevillano Juan Pérez Calvo, por lo que la mayor parte de sus obras fueron diseñadas por este.
Dentro de sus obras más representativas se encuentran el paso de palio de la Hermandad del Baratillo de Sevilla en el año 1944 en estilo barroco con diseño de Juan Pérez Calvo, el paso de estilo neobarroco del misterio de Nuestro Padre Jesús de la Sentencia de la Hermandad de la Esperanza Macarena de Sevilla, realizado en 1955, y el paso del misterio de la Hermandad de la Oración en el Huerto, realizado en 1967 también en los talleres de Pérez Calvo, en estilo neobarroco.

## Relación de obras

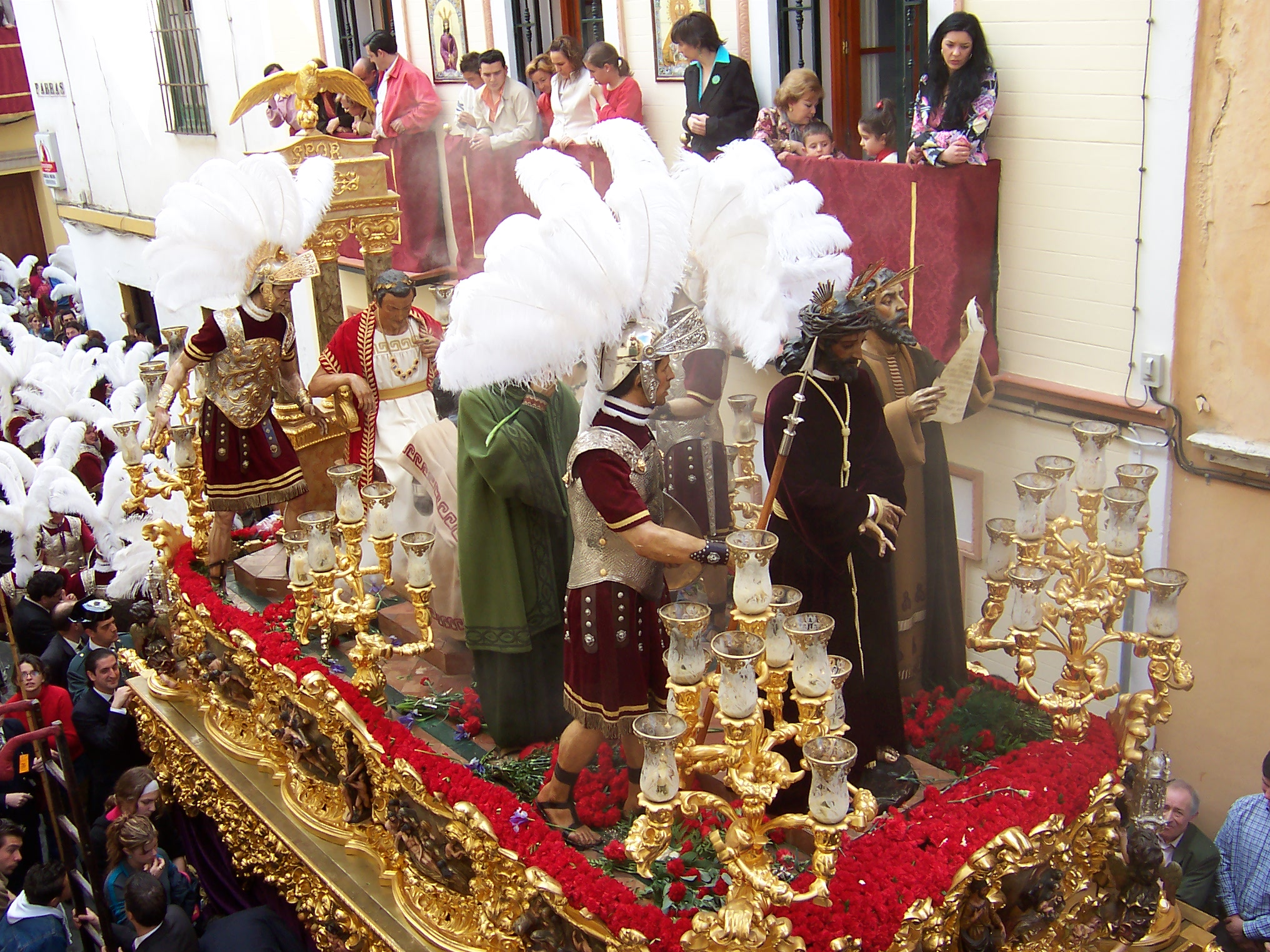
Paso del misterio de la Sentencia (Hermandad de la Macarena).

- 1944. Paso de palio de la Hermandad del Baratillo (Sevilla).
- 1945. Paso del misterio de la Hermandad del Dulce Nombre (Sevilla).[4]
- 1954. Paso de misterio del Stmo. Cristo de la Humildad y Paciencia (Cádiz) bajo diseño de Juan Perez Calvo.
- 1955. Paso del misterio de la Hermandad de la Macarena (Sevilla).
- 1960. Paso del misterio de la Hermandad de los Afligidos de San Fernando (Cádiz), bajo diseño de Pérez Calvo. En la actualidad propiedad de la Hermandad del Prendimiento de Cádiz.[5]
- 1966. Retablo del altar mayor y otros cuatro retablos en la Basílica de La Macarena (Sevilla), junto con Luis Ortega Bru.
- 1967. Paso del misterio de la Hermandad de la Oración en el Huerto (Cádiz).